# Elizabeth Omoregie
Elizabeth Omoregie (Athene, 29 december 1996) is een Bulgaars-Sloveense handbalspeler.

## Carrière

### Club
Omoregie leerde op achtjarige leeftijd handballen in Pleven ( Bulgarije ).
Ze speelde in Slovenië met RK Krim van 2014 tot 2018. Met RK Krim werd Omoregie, die op de middenopbouw positie speelde (soms ook linkeropbouw), Sloveens kampioen in 2015, 2017 en 2018, won de beker in 2015, 2016, 2017 en 2018 evenals in 2015, 2016 en 2017 de Sloveense Supercup-competitie. In de zomer van 2018 verhuisde naar CSM Bucuresti in Roemenië. Met CSM Bucuresti won ze het landskampioenschap in 2021 en de beker in 2019 en 2022 en de Roemeense Supercup in 2022.
Met zowel RK Krim als met CSM Bucuresti nam ze deel aan Europese clubcompetities.

### Nationale teams
Ze speelde aanvankelijk voor het Bulgaarse nationale team. Sinds 2017 komt ze uit voor het Sloveense nationale team en nam namens dat land deel aan het EK 2020, WK van 2021 en het EK van 2022.

## Privé
Omoregie's ouders komen uit Bulgarije en Nigeria. Voordat Omoregie naar school ging, verhuisde het gezin van Athene naar Bulgarije. Sinds 2017 heeft ze de Sloveense nationaliteit.